# Japanagromyza lonchocarpi
Japanagromyza lonchocarpi este o specie de muște din genul Japanagromyza, familia Agromyzidae, descrisă de Stéphanie Boucher în anul 2006.
Este endemică în Costa Rica. Conform Catalogue of Life specia Japanagromyza lonchocarpi nu are subspecii cunoscute.